# James Hunt
James Simon Wallis Hunt (n. 29 august 1947, Greater London, Anglia, Regatul Unit – d. 15 iunie 1993, Greater London, Anglia, Regatul Unit) a fost un pilot de Formula 1, campion mondial în 1976. După ce s-a retras din curse în 1979, Hunt a devenit un comentator media și om de afaceri.
Începându-și cariera de curse în cursele de mașini de turism, Hunt a progresat în Formula 3, unde a atras atenția echipei Hesketh Racing și a intrat curând sub aripa lor. Exploatările deseori nesăbuite și pline de acțiune ale lui Hunt pe pistă i-au adus porecla „Hunt the Shunt” (shunt, ca termen britanic de curse cu motor, înseamnă „accident”). Hunt a intrat în Formula 1 în 1973, conducând un March 731 introdus de echipa Hesketh Racing. El a continuat să câștige pentru Hesketh, conducând propria mașină Hesketh 308, atât în cursele Campionatului Mondial, cât și în cursele non-campionat, înainte de a se alătura echipei McLaren la sfârșitul anului 1975. În primul său an cu McLaren, Hunt a câștigat Campionatul Mondial la Piloți din 1976, și a rămas în echipă încă doi ani, deși cu mai puțin succes, înainte de a trece la echipa Wolf la începutul anului 1979. În urma unui șir de curse în care nu a reușit să termine, Hunt s-a retras la jumătatea sezonului 1979.
După ce s-a retras din cursele cu motor, și-a stabilit o carieră în calitate de comentator de curse auto pentru BBC. A decedat în urma unui infarct la vârsta de 45 de ani.

## Biografia
James Hunt s-a născut la 29 august 1947 în Belmont, Surrey, al doilea copil al Wallis Glynn Gunthorpe Hunt (1922-2001), un broker de bursă, și Susan (Sue) Noel Wentworth (née Davis) Hunt. Avea o soră mai mare, Sally, trei frați mai mici, Peter, Timotei și David și o soră mai mică, Georgina. Familia lui Hunt a locuit într-un apartament din Cheam, Surrey, s-a mutat la Sutton la vârsta de 11 ani și apoi la o casă mai mare din Belmont. A urmat școala de pregătire Westerleigh, St Leonards-on-Sea Sussex.
Hunt a învățat mai întâi să conducă pe un tractor într-o fermă din Pembrokeshire, Țara Galilor, în timpul unei vacanțe cu familia, cu instrucțiuni de la proprietarul fermei, dar el a descoperit că schimbarea vitezelor era frustrantă pentru că nu avea forța necesară.